# Epiactis nordmanni
Epiactis nordmanni is een zeeanemonensoort uit de familie Actiniidae.
Epiactis nordmanni is voor het eerst wetenschappelijk beschreven door Carlgren in 1921.